# فرناندو كاردوسو
فرناندو كاردوسو هو لاعب كرة قدم برازيلي في مركز الهجوم، ولد في 20 نوفمبر 1990 في البرازيل. لعب مع نادي النجف.

## وصلات خارجية
- فرناندو كاردوسو على موقع قاعدة بيانات كرة القدم.إي يو (الإنجليزية)
- فرناندو كاردوسو على موقع Soccerway.com (الإنجليزية)